# 정읍 정혜사 석조보살입상
정읍 정혜사 석조보살입상(井邑 定慧寺 石造菩薩立像)은 대한민국 전북특별자치도 정읍시 정혜사에 있는 불상이다. 2002년 11월 15일 전라북도의 유형문화재 제195호로 지정되었다.

## 개요
이 불상은 정혜사 대웅전의 왼쪽 대지에 봉안되어 있는 불상으로서, 불상의 왼쪽에는 거대한 돌로 만든 대좌가 따로 놓여있다. 화강암으로 이루어진 불상은 모두 4조각으로 떨어져 현재 목 부분과 몸통 중간부분을 시멘트로 붙여놓았다. 불상의 높이는 262cm, 어깨폭은 74cm에 달하고, 대좌(높이 53cm)까지 합하면 불상의 총높이가 3m가 넘는다.
얼굴은 귀 옆부분이 마멸되었고 코 부분이 떨어져 나갔는데, 머리에는 높은 보관(寶冠)을 쓰고 있다. 보관은 원통형의 단순한 형태로서, 고려초기에 조성된 신복사지 석불좌상(보물 제84호), 한송사 석조보살좌상(국보 제124호), 월정사 석조보살좌상(보물 제139호) 등의 보관과 흡사하다.
얼굴은 다소 길고 편평한 편으로 양감은 적지만, 가늘고 긴 눈과 도톰한 입술 등에서 앳된 표정이 엿보인다. 신체는 굴곡이 적은 편으로 괴체적인 느낌이 들지만, 신체 전체에 걸쳐 촘촘한 선으로 옷자락을 묘사하였다. 손 모양은 오른손은 손바닥을 앞으로 하여 가슴 안쪽으로 들었는데, 둘째 손가락 윗부분이 불룩하게 튀어 나와 마치 무엇인가를 잡은 듯하다. 왼손은 배 부근에 대고 있는데, 셋째와 넷째 손가락을 구부리고 있다. 양어깨에 걸친 법의의 옷자락 안으로 상체에는 비스듬히 내의를 입었으며, 아래에는 군의를 입고 띠로 묶었다. 옷자락은 무릎 부근까지는 가로로 주름을 형성하며 흘러내리다 무릎 아래에서 세로로 촘촘하게 좁은 주름을 형성하였다.
불상 옆에 놓인 대좌는 가로 167cm, 세로 142cm, 높이 53cm의 거대한 타원형의 돌로 만든 대좌로서, 1석에 지대석과 상·중·하대를 모두 표현하였다.
이 불상은 높은 원통형 보관, 단순화된 괴체형의 신체표현, 얕은 선각의 평행옷주름 등으로 볼 때 고려시대 전반기에 유행하였던 보살입상의 특징을 잘 보여주고 있다. 전체적으로 양감이 적으면서도 부분적으로 사실적인 표현수법으로 인하여 한결 생기있는 표현을 보여준다. 고려시대의 지방화된 석조불상의 특징을 잘 보여주는 작품이다.

## 참고 자료
- 정혜사석조보살입상 - 국가유산청 국가유산포털